# Francuska interwencja w Meksyku
Francuska interwencja w Meksyku – interwencja zbrojna Cesarstwa Francuskiego na terenie Meksyku w latach 1861–1867.

## Historia
W latach 1857–1861 w Meksyku trwała wojna o reformę pomiędzy siłami konserwatywnymi i liberalnymi. Popierany przez Amerykanów przywódca liberałów Benito Juárez przejął w końcu inicjatywę w walce i od 1860 roku kontrolował obszar całego państwa. W wyniku wojny Meksyk nie był w stanie uregulować zaciągniętych w Europie kredytów i popadł w poważne długi. W celu ochrony własnych interesów w tym kraju, państwa europejskie zdecydowały się na interwencję zbrojną.
W latach 1861–1865 Stany Zjednoczone były pogrążone w wojnie domowej (wojna secesyjna) i nie mogły poświęcić odpowiedniej uwagi sprawie Meksyku, zgodnie z doktryną Monroego. 17 grudnia 1861 roku Hiszpanie, Francuzi i Brytyjczycy zajęli meksykański port Veracruz. Jednak w kwietniu następnego roku rozbieżności pomiędzy sprzymierzonymi doprowadziły do wycofania się z Meksyku wojsk Hiszpanii oraz Wielkiej Brytanii. Napoleon III zmuszony został do wzmocnienia swoich sił zbrojnych. Jego celem było obalenie rządu Juáreza i obsadzenie go rządem marionetkowym. Po roku ciężkich walk Francuzi zajęli  7 czerwca 1863 roku stolicę Meksyku, miasto Meksyk. Tam jako cesarza Meksyku ustanowili arcyksięcia Maksymiliana I z rodu Habsburgów, brata cesarza Franciszka Józefa I. Wojna przeciwko nowym rządom trwała jednak dalej. Juárez w dalszym ciągu popierany przez Amerykanów stawiał Francuzom gwałtowny opór. Amerykanie zagrozili nawet interwencją zbrojną skierowaną przeciwko Francuzom i rozlokowali swoje wojska wzdłuż meksykańskiej granicy.
W roku 1867 cesarz Napoleon III uznał w końcu, że jego akcja w Meksyku zakończyła się niepowodzeniem i nakazał swoim wojskom odwrót z tego kraju. Maksymilian nie chciał jednak zrzec się korony cesarskiej i pozostał w Meksyku. Bez wsparcia francuskiego nie miał jednak żadnych szans na utrzymanie władzy. Aresztowany w Querétaro, 19 czerwca 1867 roku został stracony. Prezydentem Meksyku aż do śmierci w roku 1872 został Benito Juárez. Wojna pochłonęła 20 000 ofiar: 8000 po stronie francuskiej i 12 000 Meksykanów.